# Sévérien de Gabala
Sévérien de Gabala ou Sévérien de Gabales est principalement connu pour ses démêlés avec Jean Chrysostome. Il fait partie de ces gens dont Théodoret de Cyr écrivait « lorsque j'entreprends d'écrire les injustices que ce grand homme [Chrysostome] a souffertes, je suis en quelque sorte retenu par le respect des autres vertus de ceux qui ont commis ces injustices, et c'est ce qui m'obligera à passer leurs noms sous silence autant qu'il me sera possible de le faire ».

## Éléments biographiques
Pour quelque raison inconnue, il délaissa vers 400 son évêché de Gabala (actuellement Jablé, en Syrie) pour se rendre (avec, dit-on, dans ses bagages de nombreuses homélies prêtes à être prononcées) à Constantinople, capitale de l'empire.
Bien accueilli par l'archevêque Jean dont il sut gagner la confiance, il put prêcher à la Grande Église devant la famille impériale. Son accent très provincial (ce Syrien ne sut jamais parler grec avec élégance) nuisait à son éloquence, mais sa connaissance des Écritures compensait ce handicap : il fut un orateur apprécié du peuple et de l'empereur.
Aussi, lorsque – pour régler la succession de l'évêque Antonin d'Éphèse accusé de simonie – Jean dut quitter Constantinople, il partit confiant, laissant toute liberté à Sévérien de prêcher, lui confiant son église. Mais un incident fit basculer cette situation à l'équilibre de plus en plus précaire : Sérapion, diacre de la Grande Église, omit de se lever en signe de respect au passage de l'évêque Sévérien ; ce dernier s'en émut excessivement au point de prétendre excommunier Sérapion en s'écriant « Si Sérapion finit ses jours en tant que chrétien, c'est que le Christ n'est pas incarné ! ». L'affaire est portée devant Jean qui chasse cet hôte qui se montre par trop importun. La nouvelle fait le tour de la ville, et déjà l'on chansonne l'évêque trop mondain qui – peut-être – se voyait déjà archevêque.
Il faudra toute l'insistance personnelle de l'impératrice Eudoxie pour que, dans une homélie à la rhétorique prudente, Jean invite ses paroissiens – au nom de la paix – à recevoir à nouveau Sévérien. De fait, cependant, la rupture est consommée. Et Lorsque Théophile d'Alexandrie s'en prend à Jean pour le faire déposer au synode du Chêne (en 403), on voit Sévérien siéger parmi les juges-accusateurs.
Il est encore présent comme accusateur au second Synode qui se tint à Constantinople, pour réhabiliter Chrysostome et qui aboutit à son exil définitif.
Sévérien mourut après 408, et probablement avant 425. Sévère Voicu situe sa mort en 431.

## Postérité
```
Son attitude lui valut une réputation d'habile intrigant, de rancunier, de prédicateur de talent mais sans âme et de courtisan des puissants. Jugement dur, mais pas totalement infondé. Pour des raisons inconnues, son nom posa problème aux copistes, qui en grec mirent toutes ses homélies sous le nom de Chrysostome. C'est donc celui qu'il avait contribué à faire exiler qui préserva les textes de Sévérien.
```

Le nom de Sévérien a été souvent maintenu dans la tradition indirecte, d'une part, en grec, dans les florilèges et dans les chaînes exégétiques, d'autre dans des traductions anciennes en latin, en arménien, en arabe et en géorgien. Souvent ces traductions - surtout en arménien - ont conservé des homélies qui sont perdues, en tout ou en partie, en grec.
Les études entreprises depuis 1916 ont permis de restituer un certain nombre de ses écrits à leur auteur.
En tous les cas, si Sévérien ne fut pas un ascète, il ne fut pas non plus hérétique : prédicateur populaire, entré dans les bonnes grâces de l'empereur, il défend la foi de Nicée et combat avec ardeur les hérésies. Cet exégète dont les positions sont très proches à celles de la stricte école antiochienne a une prédilection pour la Genèse et les épîtres de saint Paul.

## Œuvres
Actuellement une soixantaine de ses homélies sont considérées authentiques ; l'article "Sévérien de Gabala" dans le Dictionnaire de spiritualité, faisait en 1990 le point sur cette question.
Les homélies suivantes ont été traduites en français :
- Homélies sur les six jours de la Création (Hexaéméron) : six discours : CPG 4194
- Homélie sur le serpent de bronze et sur la sainte Trinité : CPG 4196
- Homélie sur le repentir et sur Rahab : CPG 4186
- Homélie sur le Législateur de l'Ancien et du Nouveau Testament : CPG 4192
- Homélie sur cette parole "Par quelle autorité fais-tu cela ?" : CPG 4193
- Homélie sur le Centurion, et sur la marche sur les eaux : CPG 4230
- Homélie sur le lavement des pieds : CPG 4216
- Homélie sur l'Ascension du Seigneur : CPG 4187
- Homélie sur l'Esprit saint et la Pentecôte : CPG 4947
- Homélie sur la paix (fragment) : CPG 4214

Toutefois, certaines attributions sont contestées, comme par exemple :
- Homélie éthiopienne sur la foi en la sainte Trinité : CPG 4206

## Sources
- AUBINEAU, Michel : Un traité inédit de christologie de Sévérien de Gabala "in centurionem et contra Manichaeos et Apollinaristas", exploitation par Sévère d'Antioche et le Synode du Latran ; 1983
- NAUTIN, Pierre : L'homélie de Sévérien de Gabala "Sur le Centurion, contre les manichéens et les apollinaristes", remarques sur le texte, in Vigiliae Christianae 38, p 393-399, 1984
- MARTIN, Ch. : Une homélie "De Poenitentia" de Sévérien de Gabala, Revue d'Histoire Ecclésiastique, p 331, 1930
- WENGER, Antoine : Une homélie inédite de Sévérien de Gabala sur le lavement des pieds. In: Revue des études byzantines, tome 25, 1967. pp. 219-234
- COLIN, Gérard : "L'homélie sur la foi en la Trinité de Sévérien de Gabala", Aethiopica, 6 (2003) 110
- KECSKEMETI, Judit : "Une rhétorique au service de l'antijudaïsme, IVe – VIIe siècle",  2005, p 135 ss.
- VOICU, Sever J. : article"Sévérien de Gabala" dans le  Dictionnaire de spiritualité, tome 14, p 752-63 ; 1990.
- VOICU, Sever J. : "La littérature pseudo-chrysostomienne : inventaire et itinéraire de la recherche" Conférence de M. Voicu. In: École pratique des hautes études, Section des sciences religieuses. Annuaire. Tome 104, 1995-1996. 1995. pp. 351-353
- VOICU, Sever J. : "In illud: Quando ipsi subiciet omnia (CPG 4761), una omelia di Severiano di Gabala?", Rivista di studi bizantini e neoellenici n.s. 17-19 (1980-82), pp. 5-11.
- VOICU, Sever J. : "Nuove restituzioni a Severiano di Gabala", Rivista di studi bizantini e neoellenici n.s. 20-21 (1983-84), pp. 3-24.
- VOICU, Sever J. : "L'omelia “In lotionem pedum” (CPG 4216) di Severiano di Gabala: Due note", Le Muséon 107 (1994), pp. 349-365.
- VOICU, Sever J. : "Kyriotokos e Theotokos nelle omelie di Severiano di Gabala", Theotokos 12 (2004), pp. 329-335 [pubbl. 2005].
- VOICU, Sever J. : "Il nome cancellato: la trasmissione delle omelie di Severiano di Gabala", Revue d’histoire des textes n.s. 1 (2006), pp. 317-333.
- ALDAMA, J.A. de : Repertorium pseudochrysostomicum, publié par l'IRHT, éditions du CNRS, Paris 1965
- BASSET, René : Traduction du Synaxaire arabe jacobite (rédaction copte)  Patrologia Orientalis tome 1, 1907, p. 240 et pages 345 ; tome 3, 1909 ; page 302

- Clavis Patrum Græcorum 4185-4295
- Les histoires ecclésiastiques de Socrate, Sozomène et Théodoret
- A. Thierry, St Jean Chrysostome et l'impératrice Eudoxie, 1889
- Jean Chrysostome, Œuvres complètes, traduction Bareille, 11 volumes (1865 - 1878)

### Traductions
- Quinze homélies de Sévérien de Gabala en traduction française.
- WENGER, Antoine : Une homélie inédite de Sévérien de Gabala sur le lavement des pieds Introduction, texte grec et traduction.
- (en) Homily on the Holy Spirit, De Spiritu Sancto (CPG 4188)
- (en) Homily on Repentance and componction (CPG 4186)
- (en) Homily on faith and the natural law (CPG 4185)
- (pt) Para o primeiro dia da Criação

### Études
- VOICU, Sever J. : "La littérature pseudo-chrysostomienne : inventaire et itinéraire de la recherche"
- Article "Sévérien de Gabala" du Dictionnaire de Spiritualité, par S. Voicu format Word